# Ніксон (Пенсільванія)
Ніксон (англ. Nixon) — переписна місцевість (CDP) в США, в окрузі Батлер штату Пенсільванія. Населення — 1393 особи (2020).

## Географія
Ніксон розташований за координатами 40°47′9″ пн. ш. 79°56′15″ зх. д. / 40.78583° пн. ш. 79.93750° зх. д. (40.785833, -79.937501).  За даними Бюро перепису населення США в 2010 році переписна місцевість мала площу 6,99 км², з яких 6,97 км² — суходіл та 0,03 км² — водойми.

## Демографія
Згідно з переписом 2010 року, у переписній місцевості мешкали 1373 особи в 506 домогосподарствах у складі 414 родин. Густота населення становила 196 осіб/км².  Було 525 помешкань (75/км²).
Расовий склад населення:
| - 98,0 % — білих - 1,2 % — азіатів - 0,1 % — чорних або афроамериканців |

До двох чи більше рас належало 0,4 %. Частка іспаномовних становила 0,5 % від усіх жителів.
За віковим діапазоном населення розподілялося таким чином: 24,0 % — особи молодші 18 років, 57,9 % — особи у віці 18—64 років, 18,1 % — особи у віці 65 років та старші. Медіана віку мешканця становила 47,0 року. На 100 осіб жіночої статі у переписній місцевості припадало 109,0 чоловіків;  на 100 жінок у віці від 18 років та старших — 103,3 чоловіків також старших 18 років.
Середній дохід на одне домашнє господарство  становив 115 518 доларів США (медіана — 78 162), а середній дохід на одну сім'ю — 137 450 доларів (медіана — 98 750). Медіана доходів становила 74 063 долари для чоловіків та 37 750 доларів для жінок. За межею бідності перебувало 4,5 % осіб, у тому числі 0,0 % дітей у віці до 18 років та 8,2 % осіб у віці 65 років та старших.
Цивільне працевлаштоване населення становило 634 особи. Основні галузі зайнятості: освіта, охорона здоров'я та соціальна допомога — 33,1 %, виробництво — 15,8 %, науковці, спеціалісти, менеджери — 11,5 %.